# ASASSN-V J213939.3-702817.4
Étoile
ASASSN-V J213939.3-702817.4 est une étoile découverte le 13 mai 2014 (UT) par le projet All Sky Automated Survey for SuperNovae (ASAS-SN).  Elle est restée non variable pendant des années, puis a subi une baisse inhabituelle de luminosité
L'étoile est située dans la constellation de l'Indien à 3 630 ± 110 années-lumière (1 113 ± 33 parsecs) de la Terre et, au 4 juin 2019, a généré plus de 1580 points de données, avec une magnitude moyenne au repos g ~ 12,95.
Le 4 juin 2019, l'étoile est progressivement passée de g ~ 12,96 à HJD 2458635,78 à g ~ 14,22 à HJD 2458637,95 et, au 4 juin 2019, semble revenir à son état de repos de g ~ 13,29 à HJD 2458638,89.  Selon l'astronome Tharindu Jayasinghe, l'un des découvreurs de la profonde baisse de luminosité, « [l'étoile a] été au repos pendant très longtemps, puis sa luminosité a soudainement diminué énormément... Pourquoi cela s'est produit, nous ne savons pas encore ». 